# Julius Braathe
Julius Olaissen "Jul" Braathe (Trøgstad, Østfold, 4 de maig de 1874 – Kolbotnvannet, Oppegård, Akershus, 8 de juliol de 1914) va ser un tirador noruec que va competir a començaments del segle xx.
El 1906 va prendre part al primer dels tres Jocs Olímpics que disputà durant la seva carrera esportiva. A Atenes participà en quatre proves del programa de tir i guanyà una medalla de plata en la prova de rifle per equips i era sisè en rifle, posició lliure i en rifle militar a 300 metres.
El 1908 va prendre part en els Jocs Olímpics de Londres, on va disputar dues proves del programa de tir. Va guanyar una medalla d'or en la prova de rifle lliure 300 metres, 3 posicions per equips, mentre en la prova individual fou sisè.
El 1912, a Londres, disputà els tercers i darrers Jocs de la seva carrera, tot i que els resultats en les dues proves del programa de tir que disputà foren força discrets.
Va morir ofegat en un accident amb tan sols 40 anys.